# Élections législatives algériennes de 2002
Les élections législatives de 2002 en Algérie sont des élections législatives qui ont lieu le 30 mai 2002 pour élire les 389 députés de l'Assemblée populaire nationale de l'Algérie.

## Campagne électorale
En 1998, la guerre civile se termine peu à peu dans la plupart des régions algériennes, elle aura fait plus de 200 000 morts. Liamine Zéroual, président depuis 1995, démissionne et se retire de toutes fonctions politiques. 
En 1999, une élection libre et pluraliste est organisée, le 15 avril, le candidat indépendant Abdelaziz Bouteflika gagne cette élection avec une large majorité. Il nomme Ali Benflis en tant que premier ministre.
Ces élections législatives marquent le début d’une ère positive et calme dans la politique algérienne.

## Résultats
| Parti                           | Parti                                      | Voix      | %        | +/- | Députés              | +/- |
| ------------------------------- | ------------------------------------------ | --------- | -------- | --- | -------------------- | --- |
|                                 | Front de libération nationale (FLN)        | 2 618 003 | 34,30 %  |     | 199 (dont 18 femmes) | 137 |
|                                 | Mouvement pour la réforme nationale (MRN)  | 705 319   | 09,50 %  |     | 43                   | 43  |
|                                 | Rassemblement national démocratique (RND)  | 610 461   | 08,20 %  |     | 47                   | 109 |
|                                 | Mouvement de la société pour la paix (MSP) | 523 464   | 07,00 %  |     | 38                   | 31  |
|                                 | Indépendants                               | 365 594   | 04,90 %  |     | 30                   | 19  |
|                                 | Parti des travailleurs (PT)                | 245 770   | 03,30 %  |     | 21                   | 17  |
|                                 | Front national algérien (FNA)              | 113 700   | 01,60 %  |     | 8                    | 8   |
|                                 | Mouvement de la renaissance islamique      | 48 132    | 00,60 %  |     | 1                    | 33  |
|                                 | Parti du renouveau algérien (PRA)          | 19 873    | 00,30 %  |     | 1                    | 1   |
|                                 | Mouvement de l'entente nationale (MEN)     | 14 465    | 00,20 %  |     | 1                    | 1   |
|                                 | Bulletins nuls                             | 867 669   | 10,47 %  |     | 0                    | 0   |
| TOTAL (participation : 46,17 %) | TOTAL (participation : 46,17 %)            | 8 288 536 | 100,00 % | N/A | 389                  | 0   |